# Rezzato
Rezzato ist eine Stadt mit 13.472 Einwohnern der Provinz Brescia östlich der Hauptstadt Brescia. Rezzato wurde am 12. März 1299 durch den damaligen Bischof von Brescia Berardo Maggi gegründet.

## Ortsteile
Ortsteile (italienisch: frazione) von Rezzato sind:
- Virle
- Treponti
- San Giacomo